# Amance (rzeka)
Amance – rzeka we Francji, przepływająca przez tereny departamentów Górna Marna oraz Górna Saona, o długości 46,3 km. Stanowi dopływ rzeki Petite-Saône.